# 幸せの記憶
『幸せの記憶』（しあわせのきおく）は、槇原敬之1枚作目のミュージック・ビデオ。1991年6月25日にWEA MUSICから発売された。

## 概要
槇原初の映像作品でドキュメンタリー。曲と共にイメージの写真や映像を映し出すと内容。槇原が浪人時代やデビュー前後の事を語ったりよく通った場所などを紹介する場面も見られる。プロデュースは写真家のハービー山口。

## 再発盤
2009年2月25日にワーナー時代の「SMILING 〜THE VIDEO COLLECTION〜」以外の全てのビデオと一緒に初DVDにて再発された。

## 収録曲
1. 桜坂
2. 北風(INSTRUMENTAL)
3. RAIN DANCE MUSIC
4. ANSWER
5. どんなときも。[2]
6. どんなときも。（INSTRUMENTAL）